# 印度鬣兽属
印度鬣兽属（学名：Indohyaenodon）为鬣齿兽目的一个属。

## 下属物种
本属包括以下物种：
- 劳氏印度鬣兽 Indohyaenodon raoi Bajpai et al., 2009